# إيزابيل لي رو
إيزابيل لي رو (بالإنجليزية: Isabel Le Roux)‏ هي منافسة ألعاب القوى جنوب أفريقية، ولدت في 23 يناير 1987 في Oudtshoorn ‏ في جنوب أفريقيا.

## وصلات خارجية
- إيزابيل لي رو على موقع الاتحاد الدولي لألعاب القوى (الإنجليزية)
- إيزابيل لي رو على موقع أوليمبيديا (الإنجليزية)